# Digerati
Digerati é um termo que designa especialistas em tecnologia, as pessoas que estariam na vanguarda do desenvolvimento tecnológico, particularmente em informática. É uma contração de digital e literati, ou literatos em italiano. Ela aparece pela primeira vez em 1992, em artigo de Tim Race na revista The New York Times.